# مارك ريتش
مارك ريتش (بالإنجليزية: Marc Rich)‏ (26 يونيو 2013 18 ديسمبر 1934 ولد مارسيل ديفيد الرايخ) السلع تاجر، صناديق التحوط مدير، ممول ورجل الأعمال. وكان أشهرها لتأسيس شركة السلع جلينكور واتهامه في الولايات المتحدة بتهمة الاتحادية من التهرب الضريبي وجعل بطريقة غير مشروعة صفقات نفطية مع إيران خلال أزمة الرهائن في إيران. وكان في سويسرا في وقت لائحة الاتهام وأبدا عاد إلى الولايات المتحدة. وقال انه تلقى المثير للجدل عفو رئاسي من الرئيس الأمريكي بيل كلينتون في 20 يناير 2001، يوم كلينتون الأخير في منصبه.

## الحياة في وقت مبكر، والزواج والوظيفي
ولد ريتش في عام 1934 لعائلة يهودية في أنتويرب، بلجيكا. والداه على الطبقة العاملة اليهود الذين هاجروا مع ابنهما إلى الولايات المتحدة في عام 1941 هربا من النازيين. صاحب افتتح الأب محل مجوهرات في مدينة كانساس سيتي بولاية ميسوري. انتقلت العائلة إلى كوينز في مدينة نيويورك في عام 1950، حيث بدأ والد ريتش الشركة التي استوردت البنغالية الجوت لجعل أكياس الخيش. بدأ والد ريتش في وقت لاحق من التداول الأعمال المنتجات الزراعية وساعد في تأسيس البنك البوليفي الأمريكية.
حضر ريتش في المدرسة الثانوية في مدرسة رودس التحضيرية في مانهاتن. وقال انه حضر في وقت لاحق في جامعة نيويورك، ولكن تسربوا بعد فصل دراسي واحد للذهاب للعمل فيليب براذرز (التي تعرف الآن باسم Phibro LLC) في عام 1954. وقال انه يعمل كتاجر السلع والده، الذي سعى إلى بناء صناعة ثروة الأمريكية من خلال الخيش - إنتاج كيس.
تزوج غنية دينيس أيزنبرغ، شاعر وملحن وريث نيو انغلاند صناعة الأحذية الحظ، في عام 1966. كان لديهم ثلاثة أطفال، واحد منهم، غابرييل ريتش عواد، توفي عن عمر يناهز 27 من سرطان الدم في عام 1996. وانفصل الزوجان في عام 1996 ؛ واصلت استخدام اسم دينيس ريتش. بعد ستة أشهر تزوج جيزيلا روسي، على الرغم من أن الزواج انتهى أيضا بالطلاق عام 2005.
كان يعمل مع فيليب براذرز، وهو تاجر في المعادن، والتعلم عن أسواق المواد الخام الدولية والتداول التجاري مع العالم الثالث الدول. وقال انه ساعد في إدارة عمليات الشركة في كوبا وبوليفيا وإسبانيا. وفي عام 1974 كان والعامل المشترك بينكوس كرين إنشاء شركة خاصة بها في سويسرا، مارك ريتش وشركاه AG، التي ستصبح فيما بعد جلينكور اكستراتا بي. وقد قال ريتش الملقب ب «ملك النفط» من قبل شركاء شركته قد وسعت السوق الفورية للنفط الخام في أوائل 1970s، رسم الأعمال بعيدا عن شركات النفط تأسيس أكبر التي تعتمد على فترة طويلة تقليدي عقود الاجل للمشتريات في المستقبل وأندرو هيل من صحيفة فاينانشال تايمز وضعه «، وكانت الفكرة الرئيسية ريتش أن النفط - وغيرها من المواد الخام - يمكن التعامل مع رأس مال أقل، وأصول أقل، من يعتقد أن كبار منتجي النفط، إذا المدعوم من التمويل المصرفي. وكان هذا نموذج الأعمال التجارية ذات النفوذ الواسع الذي أصبح القالب لتجار الحديثة، بما في ذلك ترافيجورا وفيتول وجلينكور....»
له الوصاية تحت فيليب براذرز أتاحت ريتش الفرصة لتطوير العلاقات مع مختلف الأنظمة الديكتاتورية والدول الخاضعة للحظر. أن ريتش أقول في وقت لاحق سيرة دانيال آمان أنه تقدم له صفقات تجارية «الأكثر أهمية والأكثر ربحية» بانتهاك التجارة الدولية الحظر والتعامل مع نظام الفصل العنصري نظام جنوب أفريقيا. وتحسب أيضا فيدل كاسترو الصورة كوبا، الماركسي أنغولا ونيكاراغوا الساندينيين، معمر القذافي الصورة ليبيا، نيكولاي تشاوشيسكو الصورة رومانيا، وأوغستو بينوشيه الصورة شيلي بين العملاء انه خدمتها. ووفقا لآمان «، وقال انه لا يشعر بأي ندم على الإطلاق.... كان يقول 'I تقديم الخدمة. الناس يريدون ببيع النفط للي وغيرهم من الناس يريدون شراء النفط من لي، وأنا رجل أعمال، وليس سياسي».
جاء واحد من أكبر الانقلابات السوق خلال الحظر النفطي العربي 1973-1974، عندما استخدم اتصالاته الشرق الأوسط للتحايل على الحظر وشراء النفط الخام من إيران والعراق. بعد شراء النفط الخام لما يقرب من الولايات المتحدة 12 $ لكل برميل، تضاعف ريتش الثمن وبيعه لتوريد جائع، في شركات النفط الأميركية. وفي وقت لاحق، بعد الإطاحة بنظام محمد رضا بهلوي، وشاه إيران، خلال الثورة الإيرانية في عام 1979، وتستخدم ريتش علاقته الخاصة مع آية الله الخميني، زعيم الثورة، لشراء النفط من إيران رغم الحظر الأمريكي. ان إيران تصبح المورد ريتش أهم من النفط الخام لأكثر من 15 عاما. ونظرا لعلاقته جيدة مع إيران، ساعدت ريتش إعطاء الموساد الصورة وكلاء الاتصالات في إيران.
شركته، مارك ريتش العقارية محدودة، وتشارك في مشاريع التطوير الكبيرة (على سبيل المثال، في براغ، جمهورية التشيك). وقد اتهم ريتش بالتورط مع بنك الاعتماد والتجارة الدولي. ريتش ومارفن ديفيس اشترى 20 شركة فوكس للقرن في عام 1981. مع ريتش فارا من وجه العدالة، وتباع ديفيس مصلحة ريتش لروبرت مردوخ عن 250 مليون $ مارس 1984.
القيمة الصافية
فوربس ذكرت كان ريتش صافي بقيمة 1.0 مليارد اعتبارا من عام 2010.

## اتهام الولايات المتحدة والعفو المثير للجدل

### 2001 العفو الدولية المثيرة للجدل الهارب مارك ريتش
في عام 1983 ريتش وشريكه بينكوس جرين وجهت إليه 65 تهمة جنائية، بما في ذلك التهرب من ضريبة الدخل، الاحتيال، الابتزاز، والتجارة مع إيران خلال الحظر النفطي (في وقت الثورة الإيرانية ما زالت تحتجز مواطنين أمريكيين رهائن). هذه الاتهامات من شأنه أن يؤدي إلى عقوبة من أكثر من 300 سنة في السجن كان قد أدين ريتش على جميع التهم الموجهة إليه. وقد أودعت لائحة الاتهام التي كتبها انذاك الاتحادية المدعي العام الأمريكي (وعمدة المستقبلية للمدينة نيويورك) رودولف جولياني. في ذلك الوقت كان أكبر قضية التهرب من دفع الضرائب في تاريخ الولايات المتحدة.
سماع خطط لائحة الاتهام، فر ريتش إلى سويسرا، وتصر دائما بأنه غير مذنب، أبدا عاد إلى الولايات المتحدة للرد على التهم الموجهة إليه. [ملاحظات 1] شركات ريتش أقر في نهاية المطاف بأنه مذنب في 35 تهمة التهرب من دفع الضرائب ودفعت 90 مليون $ من الغرامات، على الرغم من أن ريتش نفسه ظلت على مكتب التحقيقات الفيدرالي الصورة عشرة قائمة الهاربين المطلوبين لسنوات عديدة، التهرب من ضيق القبض في بريطانيا، ألمانيا، فنلندا، وجامايكا. خوفا من الاعتقال، وقال انه لم يكن حتى العودة إلى الولايات المتحدة لحضور جنازة ابنته في عام 1996.
في 20 يناير 2001، قبل ساعات من مغادرته منصبه، منح الرئيس الأمريكي بيل كلينتون ريتش مثير للجدل للغاية عفو رئاسي. العديد من أقوى مؤيدي كلينتون نأت بنفسها عن هذا القرار. الرئيس السابق جيمي كارتر وهو ديمقراطي، وقال: «لا أعتقد أن هناك أي شك في أن بعض العوامل في العفو عنه تعزى إلى مواهبه الكبيرة. في رأيي، الذي كان مشين». كلينتون نفسه أعرب عن أسفه في وقت لاحق لإصدار عفو، قائلا انه«لم يكن يستحق كل الأضرار التي لحقت سمعتي».
وزعم النقاد كلينتون أن العفو ريتش قد اشترى، ودينيس ريتش قد أعطى أكثر من 1000000 $ لحزب كلينتون السياسي (الحزب الديمقراطي)، بما في ذلك أكثر من 100,000 $ للحملة في مجلس الشيوخ لزوجة الرئيس، هيلاري رودهام كلينتون، و 450,000 $ إلى مكتبة كلينتون الأساس خلال فترة كلينتون في المكتب. أوضح كلينتون قراره بالإشارة إلى أن حالات مماثلة تمت تسويتها في المحاكم المدنية، وليس جنائية.
كلينتون استشهد أيضا نداءات الرأفة تلقاها من مسؤولين في الحكومة الإسرائيلية، بما في ذلك رئيس الوزراء انذاك ايهود باراك. وكان ريتش قدموا تبرعات كبيرة لإسرائيل المؤسسات الخيرية على مر السنين، والعديد من كبار المسؤولين الإسرائيليين، مثل شمعون بيريز وإيهود أولمرت، جادل نيابة عنه وراء الكواليس. التكهنات حول مبررات أخرى للحصول على عفو ريتش تشارك تورطه المزعوم مع مجتمع المخابرات الإسرائيلي. ريتش اعترف على مضض في مقابلات مع كاتب سيرته، دانيال آمان، أنه ساعد الموساد، جهاز الاستخبارات الإسرائيلي، وقد أكد الادعاء بأن قال آمان من السابق ضابط مخابرات إسرائيلي. ووفقا للآمان، ريتش قد ساعدت في تمويل عمليات الموساد وزودت إسرائيل بكميات الاستراتيجية من النفط الإيراني عبر خط أنابيب النفط السري. ومساعدي ريتش الذي كان قد أقنع دينيس ريتش أن يسأل شخصيا الرئيس كلينتون لمراجعة وطلب العفو ريتش الرئيس السابق للموساد، أفنير ازولاي. رئيس آخر الموساد السابق، شبتاي شافيت، قد حث أيضا كلينتون بالعفو عن ريتش، عملاء المخابرات الذي قال انه سمح بشكل روتيني استخدام مكاتبه في جميع أنحاء العالم.
الاتحادية المدعي العام ماري جو وايت عين للتحقيق كلينتون في اللحظة الاخيرة العفو عن ريتش. وقالت إنها تنحى قبل أن التحقيق انتهى وحل محله جيمس كومي الذي كان ينتقد العفو كلينتون وآنذاك نائب المدعي العام إريك هولدر الصورة توصية بالعفو. المحامي ريتش، جاك كوين، كان في السابق كلينتون البيت الأبيض المستشار ومدير مكتب نائب الرئيس كلينتون، آل غور، وكان له علاقة وثيقة مع حامل. وفقا لكوين، حامل نصحت بأن إجراءات موحدة يمكن تجاوزها وأن قدمت التماسا بالعفو مباشرة إلى البيت الأبيض. كما تم إطلاق تحقيقات الكونغرس. كبار مستشاري كلينتون، رئيس أركان جون بودستا، مستشار البيت الأبيض بيت نولان، ومستشار بروس ليندسي، شهد أن ما يقرب من جميع موظفي البيت الأبيض تقديم المشورة للرئيس حول طلب العفو حثت كلينتون لعدم منح ريتش العفو. المحققون الفيدراليون وجدت في نهاية المطاف لا يوجد دليل على النشاط الإجرامي.
كشرط للعفو، كان واضحا أن ريتش سيتخلى عن الدفاعات إجرائية ضد أي دعاوى مدنية رفعها ضده من قبل الولايات المتحدة لدى عودته إلى هناك. وكان هذا الشرط متسقة مع الموقف الذي له مخالفات مزعومة يبرر فرض عقوبات مدنية فقط، والعقاب يست جنائية.ريتش أبدا عاد إلى الولايات المتحدة.
في 18 فبراير 2001 مقالة افتتاحية في صحيفة نيويورك تايمز، كلينتون (في ذلك الوقت من منصبه) شرح لماذا كان قد عفا ريتش، مشيرا إلى أن أساتذة الضرائب في الولايات المتحدة برنار فمان من كلية هارفارد للقانون ومارتن غينسبرغ من القانون بجامعة جورج تاون مركز قد خلصت إلى أن أي جريمة قد ارتكبت، وهذا الموقف الضريبي الإبلاغ الشركات ريتش كانت معقولة. وفي نفس المقال، المدرجة كلينتون لويس «سكوتر» ليبي باعتبارها واحدة من ثلاث «حاليا الجمهوري المحامين» الذي أيد العفو عن ريتش. (ليبي نفسه حصل بعد تخفيف رئاسي لتورطه في قضية بليم.) وخلال جلسات الاستماع في الكونغرس بعد العفو ريتش، ليبي، الذي مثل ريتش من 1985 حتى ربيع عام 2000، نفى ان ريتش انتهكت قوانين الضرائب ولكن انتقدوه ل التجارة مع إيران في وقت هذا البلد كان يمسك رهائن أمريكيين.
إرث
شركة جلينكور الدولية AG كان خلفا للشركات لمارك ريتش وشركاه واندمجت في عام 2013 مع شركة أخرى لتصبح شركة جلينكور اكستراتا ومقرها في البار، سويسرا. ترافيجورا بيهير BV، ومقرها في هولندا خلفا للشركات الأخرى، وإن كانت غير ذات صلة. ترافيجورا AG هو المكتب الرئيسي، ومقرها في جنيف، سويسرا.

## المواطنة
على الرغم من أن ريتش يعتقد انه كان قد تخلى عن جنسية الولايات المتحدة عندما أصبح مواطنا إسبانيا، قضت محكمة الاستئناف في عام 1991 أنه لأغراض قانون الولايات المتحدة، ظلت ريتش مواطن، وبالتالي كان لا يزال يخضع لضرائب الدخل في الولايات المتحدة. كما عقد البلجيكي، بوليفيا، جوازات سفر إسرائيلية، والإسبانية.

## الحياة الخاصة
بعد أن أمضى عدة سنوات في زوغ، سويسرا، انتقل ريتش لMeggen، وهي مدينة في كانتون لوسيرن، سويسرا، ويقيم في منزل تدعى «فيلا ارتفع لا» (الفيلا الوردي) على شواطئ السويسري بحيرة لوسيرن، حيث بحماس حراسة خصوصياته.
ممتلكات الغنية في منتجع للتزلج في سانت موريتز، سويسرا، وماربيا، إسبانيا. وكان من هواة جمع الفن وقال أصدقاء عاش محاطا رنوار، Monets وبيكاسو.
كانت غنية مؤيد قوي لإسرائيل طوال حياته، بعد أن تبرعت نحو 150 مليون $ لمؤسسات مثل متحف إسرائيل، متحف تل أبيب ومراكز البحوث والمسارح على مر السنين.

### الموت
توفي ريتش من السكتة الدماغية في 26 يونيو 2013، في مستشفى لوسيرن. وكان 78 ونجا اثنان من بناته، إيلونا شاشتر الغنية ودانييل Kilstock الغنية. ودفن في إسرائيل.

### الجوائز
في مايو 2007 تلقى ريتش والدكتوراه الفخرية من جامعة بار إيلان، رمات غان، إسرائيل، تقديرا لمساهمته في إسرائيل والبرامج البحثية في الجامعة. وحصل على نفس الشرف من جامعة بن غوريون في النقب، بئر السبع، إسرائيل، في 18 نوفمبر 2007. ومركز حاييم شيبا الطبي في تل هاشومير في ضواحي تل أبيب، إسرائيل، كرمت غني مع جائزة سبأ الإنسانية 2008. المتلقين السابق لهذه الجائزة تشمل الممثل مايكل دوغلاس، والممثلة إليزابيث تايلور، والرئيس الأمريكي الأسبق جيرالد فورد. [بحاجة لمصدر]

## روابط خارجية
- مارك ريتش على موقع مونزينجر (الألمانية)
- مارك ريتش على موقع إن إن دي بي (الإنجليزية)